# 風隙

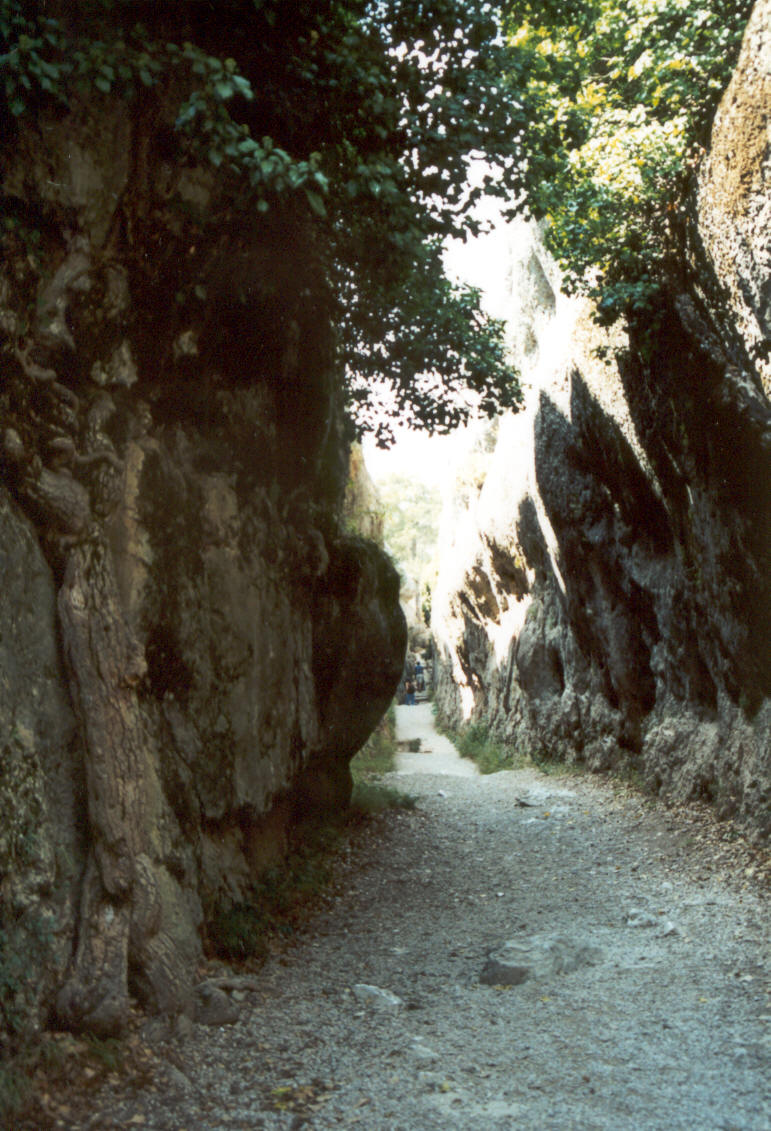
風隙

風隙（ふうげき）とは、水流のない谷のことである。

## 形成過程
谷地形は河川の侵食により形成されるため、谷底には水流があるのが普通である。このような谷のことを水隙と呼び、それと対比させる形で水流のない谷のことを風隙と呼ぶ。水流により谷が形成された後に、何らかの地学的なイベントが起こり、水流が消失すると形成される。河川争奪により、河川の水流がなくなることによってできる場合や、活断層の運動によって谷が切断されできる場合がある。

## 地形学的な意義
風隙が稜線付近に連続的に存在する場所には、活断層があることが多い。そのため、活断層調査において、その分布が調べられることが多い。